# Бейтона
Бейтона (англ. Baytona) — містечко в Канаді, у провінції Ньюфаундленд і Лабрадор.

## Населення
За даними перепису 2016 року, містечко нараховувало 262 особи, показавши скорочення на 0,8%, порівняно з 2011-м роком. Середня густина населення становила 17 осіб/км².
З офіційних мов обидвома одночасно володіли 5 жителів, тільки англійською — 255.
Працездатне населення становило 55,3% усього населення, рівень безробіття — 46,2% (56,2% серед чоловіків та 30% серед жінок). 96,2% осіб були найманими працівниками, а 7,7% — самозайнятими.
Середній дохід на особу становив $40 556 (медіана $23 360), при цьому для чоловіків — $58 492, а для жінок $22 200 (медіани — $34 816 та $18 880 відповідно).
21,7% мешканців мали закінчену шкільну освіту, не мали закінченої шкільної освіти — 30,4%, 45,7% мали післяшкільну освіту, з яких 9,5% мали диплом бакалавра, або вищий.
| Статево-вікова структура населення | Статево-вікова структура населення | Статево-вікова структура населення | Статево-вікова структура населення | Статево-вікова структура населення |
| ---------------------------------- | ---------------------------------- | ---------------------------------- | ---------------------------------- | ---------------------------------- |
|                                    |                                    |                                    |                                    |                                    |
| Всього                             | Всього                             | 51,9%48,1%                         |                                    |                                    |
| 0 — 14 років                       | 0 — 14 років                       |                                    | 11,1%                              | 11,1%                              |
| 15 — 64 років                      | 15 — 64 років                      |                                    | 57,4%                              | 57,4%                              |
| 65 і більше                        | 65 і більше                        |                                    | 31,5%                              | 31,5%                              |
| Середній вік (років)               | Середній вік (років)               | 48,249,7                           | 48,9                               | 48,9                               |
| Медіана (років)                    | Медіана (років)                    | 51,855,2                           | 54,6                               | 54,6                               |
| — чоловіки — жінки                 |                                    |                                    |                                    |                                    |

| Походження мешканців:     | Походження мешканців:     | Походження мешканців: | Походження мешканців: | Походження мешканців: |
| ------------------------- | ------------------------- | --------------------- | --------------------- | --------------------- |
| Походження                |                           |                       | осіб                  | %                     |
| Корінні американці        | Корінні американці        |                       | 0                     | 0%                    |
| Інше північноамериканське | Інше північноамериканське |                       | 200                   | 78.43%                |
| Європейське               | Європейське               |                       | 70                    | 27.45%                |
| британське                | британське                |                       | 65                    | 25.49%                |

| Зайнятість населення за галузями (за класифікацією NOC): | Зайнятість населення за галузями (за класифікацією NOC): | Зайнятість населення за галузями (за класифікацією NOC): | Зайнятість населення за галузями (за класифікацією NOC): | Зайнятість населення за галузями (за класифікацією NOC): |
| -------------------------------------------------------- | -------------------------------------------------------- | -------------------------------------------------------- | -------------------------------------------------------- | -------------------------------------------------------- |
|                                                          |                                                          |                                                          |                                                          |                                                          |
| Бізнес, фінанси та адміністрування                       | Бізнес, фінанси та адміністрування                       |                                                          | 18,5%                                                    | 18,5%                                                    |
| Охорона здоров'я                                         | Охорона здоров'я                                         |                                                          | 7,4%                                                     | 7,4%                                                     |
| Освіта, правозахист, муніципальні та урядові служби      | Освіта, правозахист, муніципальні та урядові служби      |                                                          | 11,1%                                                    | 11,1%                                                    |
| Роздрібна торгівля та послуги                            | Роздрібна торгівля та послуги                            |                                                          | 11,1%                                                    | 11,1%                                                    |
| Гуртова торгівля, транспорт та обладнання                | Гуртова торгівля, транспорт та обладнання                |                                                          | 37%                                                      | 37%                                                      |
| Природні ресурси, сільське господарство                  | Природні ресурси, сільське господарство                  |                                                          | 7,4%                                                     | 7,4%                                                     |

## Клімат
Середня річна температура становить 3,9°C, середня максимальна – 19,3°C, а середня мінімальна – -12,6°C. Середня річна кількість опадів – 1 097 мм.
| Клімат поселення                              | Клімат поселення | Клімат поселення | Клімат поселення | Клімат поселення | Клімат поселення | Клімат поселення | Клімат поселення | Клімат поселення | Клімат поселення | Клімат поселення | Клімат поселення | Клімат поселення | Клімат поселення |
| Показник                                      | Січ.             | Лют.             | Бер.             | Квіт.            | Трав.            | Черв.            | Лип.             | Серп.            | Вер.             | Жовт.            | Лист.            | Груд.            |                  |
| Середній максимум, °C                         | −2,25            | −2,68            | 1,10             | 6,33             | 11,11            | 15,76            | 19,29            | 18,93            | 14,81            | 9,55             | 4,90             | −0,54            |                  |
| Середня температура, °C                       | −7,2             | −7,65            | −3,86            | 1,35             | 6,15             | 10,81            | 15,99            | 15,64            | 11,51            | 6,25             | 1,59             | −3,84            |                  |
| Середній мінімум, °C                          | −12,19           | −12,59           | −8,83            | −3,59            | 1,20             | 5,84             | 12,69            | 12,35            | 8,21             | 2,96             | −1,73            | −7,14            |                  |
| Норма опадів, мм                              | 92               | 86               | 88               | 80               | 81               | 85               | 84               | 103              | 102              | 104              | 99               | 93               |                  |
| Середньомісячна швидкість вітру, м/с          | 6.50             | 6.20             | 6.00             | 5.61             | 5.20             | 4.93             | 4.60             | 4.70             | 5.23             | 5.76             | 6.26             | 6.59             |                  |
| Середньомісячна сонячна радіація, кДж/м²·день | 3610             | 6566             | 10653            | 14291            | 17300            | 19066            | 18872            | 15733            | 11516            | 6788             | 3790             | 2756             |                  |
| --------------------------------------------- | ---------------- | ---------------- | ---------------- | ---------------- | ---------------- | ---------------- | ---------------- | ---------------- | ---------------- | ---------------- | ---------------- | ---------------- | ---------------- |
| Джерело:                                      |                  |                  |                  |                  |                  |                  |                  |                  |                  |                  |                  |                  |                  |